# Harleys in Hawaii
Harleys in Hawaii è un singolo della cantante statunitense Katy Perry, pubblicato il 16 ottobre 2019 come secondo estratto dal sesto album in studio Smile.

## Pubblicazione
La cantante ha annunciato il titolo della canzone in un'intervista a luglio 2019. Ha confermato la data di commercializzazione e la copertina il successivo 14 ottobre.

## Descrizione
Il brano, che è composto in chiave Si bemolle minore ed ha un tempo di 140 battiti per minuto, è stato scritto dalla stessa cantante con Jacob Kasher Hindlin, Charlie Puth e Johan Carlsson, e prodotto da questi ultimi due. È stato descritto come un pezzo di musica pop, tropicale, trap, reggae ed R&B.
Il testo, ispirato a quanto detto dalla cantante da un viaggio alle Hawaii con il marito Orlando Bloom, descrive le emozioni e sensazioni provate mentre la coppia gira le isole a bordo di motociclette Harley-Davidson. Mike Gardiner del New York Times ha evidenziato il valore commerciale della canzone per la casa motociclistica, grazie alla quale ha potuto raggiungere un nuovo pubblico. Secondo il Business Insider, la pubblicità ha un valore di oltre 40 milioni di dollari.

## Accoglienza
Mike Wass di Idolator ha definito il brano «leggero e sexy», aggiungendo che è «una canzone pop matura nonostante il titolo kitsch». È stato apprezzato anche da Louise Bruton dell'Irish Times, che l'ha descritto come «curiosamente geniale», e Stephen Thomas Erlewine di AllMusic, secondo cui è uno dei migliori pezzi dell'album. Bryan Rolli di Forbes l'ha invece posizionato settimo nella sua lista delle peggiori canzoni del 2019, criticando la regressione della musica di Katy Perry dai tempi di Teenage Dream.

## Video musicale
Il videoclip, girato alle isole Hawaii a luglio 2019, è stato reso disponibile tramite l'account YouTube-Vevo della cantante in concomitanza con l'uscita commerciale del brano. La clip è stata candidata agli MTV Video Music Awards 2020 nella categoria dedicata alla miglior fotografia.
In aggiunta, il 27 agosto 2020 è stato pubblicato un video animato di Harleys in Hawaii come parte di una serie di clip realizzate per promuovere le tracce di Smile. Questa seconda clip ha vinto un Webby Award per il video migliore dell'anno.

## Tracce
Testi e musiche di Katy Perry, Jacob Kasher Hindlin, Charlie Puth e Johan Carlsson.
1. Harleys in Hawaii – 3:05

KANDY Remix
1. Harleys in Hawaii (KANDY Remix) – 2:45

Win and Woo Remix
1. Harleys in Hawaii (Win and Woo Remix) – 3:26

## Formazione
Musicisti
- Katy Perry – voce, testo e musica
- Charlie Puth – cori, testo e musica, drum machine, sintetizzatore
- Johan Carlsson – cori, testo e musica, drum machine, sintetizzatore, chitarra, Fender Rhodes
- Jacob Kasher Hindlin – songwriter

Produzione
- Charlie Puth – produzione
- Johan Carlsson – produzione
- Peter Karlsson – editing vocale, produzione vocale
- Jeremy Lertola – ingegneria del suono, assistente all'ingegneria della registrazione
- Cory Bice – ingegneria del suono
- Rachael Findlen – ingegneria del suono
- Sam Holland – ingegneria del suono
- Șerban Ghenea – missaggio
- John Hanes – ingegneria del missaggio
- Dave Kutch – ingegneria del mastering

## Successo commerciale
Nella Official Singles Chart britannica Harleys in Hawaii è risultata l'entrata più alta della settimana in classifica, debuttando alla 45ª posizione con 10 087 unità vendute durante i suoi primi sette giorni. Nell'agosto del 2021 il brano è diventato virale grazie a un trend su TikTok che prevede l'utilizzo dell'ultimo ritornello. In un mese ha incrementato le sue unità di vendita del 426% nel Regno Unito, passando da circa 25 000 riproduzioni in streaming settimanali a 215 000 a metà settembre.

## Classifiche
| Classifica (2019-21) | Posizione massima |
| -------------------- | ----------------- |
| Australia            | 36                |
| Belgio (Fiandre)     | 87                |
| Belgio (Vallonia)    | 56                |
| Bulgaria             | 3                 |
| Canada               | 71                |
| Croazia              | 36                |
| Grecia               | 26                |
| India                | 11                |
| Irlanda              | 42                |
| Lituania             | 23                |
| Regno Unito          | 45                |
| Repubblica Ceca      | 69                |
| Romania              | 61                |
| Slovacchia           | 43                |
| Stati Uniti          | 110               |
| Svizzera             | 72                |

## Date di pubblicazione
| Area/Paese  | Data di pubblicazione | Formato/i                    | Versione          | Etichetta        | Note   |
| ----------- | --------------------- | ---------------------------- | ----------------- | ---------------- | ------ |
| Mondo       | 16 ottobre 2019       | Download digitale, streaming | Originale         | Capitol          | [ 47 ] |
| Paesi Bassi | 19 ottobre 2019       | Contemporary hit radio       | Originale         | Capitol          | [ 48 ] |
| Russia      | 21 ottobre 2019       | Contemporary hit radio       | Originale         | Universal Russia | [ 49 ] |
| Italia      | 31 ottobre 2019       | Contemporary hit radio       | Originale         | Universal Russia | [ 50 ] |
| Mondo       | 13 novembre 2019      | Download digitale, streaming | KANDY Remix       | Capitol          | [ 51 ] |
| Mondo       | 13 novembre 2019      | Download digitale, streaming | Win and Woo Remix | Capitol          | [ 52 ] |